# 齋藤久
齋藤久（日语：／ Saitō Hisashi，1969年2月15日—），日本男性動畫師、動畫導演、動畫演出家。出身於德島縣海部郡日和佐町（現美波町）。

## 經歷
從大阪藝術大學藝術學院畢業後，曾在Studio Fantasia工作，之後成為自由工作者。屬於自由動畫師團體。主要負責日昇動畫、東京電影、AIC作品的原畫、作畫監督、設定等。
在擔任《純愛手札 Only Love》的主要演出後，以《BAMBOO BLADE》首次擔任導演。從那時起，他的主要職務是導演。
與谷口悟朗有著多年的密切合作關係，並以某種方式參與了谷口的導演作品（另一方面，谷口也在《BAMBOO BLADE》裡客串飾演自己，並在《幻想玩偶》中擔任創意製作人）。
暱稱。這是因為他長得很像吉米大西，本人說自己從學生時代起就被這樣稱呼了。

## 參加作品

### 電視動畫
- 熱血最強戈修羅（原畫）
- 機動武鬥傳G鋼彈（原畫）
- 獸戰士Gulkeeva（日语：獣戦士ガルキーバ）（原畫）
- 爆走獵人（原畫）
- 秀逗魔導士NEXT（原畫）
- 超魔神英雄傳（原畫）
- MAZE☆爆熱時空（原畫）
- 少女革命歐蒂娜（OP原畫）
- 勇者王我王凱牙（原畫）
- 爆走兄弟Let's & Go!! MAX（原畫）
- 名偵探柯南（作畫監督補）
- 神奇寶貝（原畫）
- 吸血姬美夕（原畫、OP原畫）
- 魯邦三世：華瑟P38（日语：ルパン三世 ワルサーP38）（原畫）
- VIRUS -VIRUS BUSTER SERGE-（日语：VIRUS）（原畫）
- 餓沙羅鬼（原畫）
- SHADOW SKILL -影技-（原畫）
- Generator Gawl（日语：ジェネレイターガウル）（原畫）
- 海盜媽寶（日语：宇宙海賊ミトの大冒険）（原畫）
- 無限的未知（配角機械設定、作畫監督、OP原畫）
- 頭文字D（原畫）
- 變形金剛（配角機械設定）
- 捍衛者（原畫）
- 機獸新世紀ZOIDS（原畫）
- 沉默的未知（原畫）
- 銀河天使（原畫）
- 超能奇兵（作畫監督）
- 笑園漫畫大王（OP原畫）
- The Big O Second Season（原畫）
- 銀河戰警（原畫）
- 閃靈二人組（原畫）
- 惑星奇航（作畫監督）
- 真實夢境（日语：ゆめりあ）（原畫）
- To Heart ～Remember my Memories～（OP分鏡&演出&原畫）
- 鋼之鍊金術師（原畫）
- 機動戰士鋼彈SEED DESTINY（OP原畫）
- 機獸超世紀（原畫）
- 槍與劍（作畫監督、原畫）
- 絕對正義VS外道少女隊（日语：あかほり外道アワーらぶげ）（概念設計、原畫）
- 極樂天師（OP原畫）
- 交響詩篇艾蕾卡7（原畫）
- BLOOD+（第3期OP原畫）
- 砂沙美魔法少女俱樂部（原畫）
- Fate/stay night（OP原畫）
- 極樂天師 喝!!（原畫）
- 獸王星（原畫）
- TOKKO 特公（原畫）
- 新宇宙飛龍 LEGEND OF DAIKU-MARYU（原畫）
- 純愛手札 Only Love（分鏡、演出、原畫）
- 鋼鐵神吉克（原畫）
- 東京魔人學園劍風帖 龖（原畫）
- BAMBOO BLADE（導演、分鏡、演出）
- 乃木坂春香的秘密（原畫）
- Code Geass反叛的魯路修R2（原畫）
- 秀逗魔導士REVOLUTION（原畫）
- 魔法學園MA 哇呀呀！（埃里凡格DN原畫、原畫）
- 再造人卡辛Sins（原畫）
- 夕陽染紅的坡道（原畫）
- 天體戰士桑雷德（OP原畫、原畫、特別人物設定）
- 機動戰士鋼彈00 Second Season（OP原畫、原畫）
- 香格里拉（原畫）
- 森林大帝 -勇氣能改變未來-（原畫）
- 天降之物（導演、分鏡、演出、原畫、作畫監督協力）
- 祝福的鐘聲（OP原畫）
- 天降之物f（導演）
- 我的妹妹哪有這麼可愛！（劇中動畫「JUSTEEN」機械設定）
- 我的朋友很少（導演、分鏡、原畫）
- 惡魔高校D×D（原畫）
- 女神異聞錄4 the ANIMATION（原畫）
- 一起一起這裡那裡（原畫）
- 約會大作戰（視覺總監、分鏡、原畫）
- 幻想玩偶（導演、分鏡、原畫）
- ONE PIECE（OP原畫）
- 約會大作戰II（視覺總監）
- 如果折斷她的旗（分鏡、OP原畫）
- 新妹魔王的契約者（導演、原畫）
- 新妹魔王的契約者 BURST（導演）
- Active Raid -機動強襲室第八係-（原畫）
- 魔裝學園H×H（OP分鏡、原畫）
- 一課一練（OP原畫、原畫）
- 青之驅魔師 京都不浄王篇（分鏡）
- 小貓奇奇 毛絨絨大冒險（分鏡）
- sin 七大罪（分鏡）
- 童話魔法使（總導演、分鏡）
- 輕羽飛揚（分鏡）
- 我喜歡的妹妹不是妹妹（原畫）
- 粉彩回憶（分鏡）
- 〈Infinite Dendrogram〉-無盡連鎖-（分鏡、作畫監督、效果監修）
- 超異域公主連結☆Re:Dive（原畫）
- 妖怪學園Y ～第N類接觸～（日语：妖怪学園Y 〜Nとの遭遇〜）（原畫）
- 勇者鬥惡龍 達伊的大冒險 (2020年版)（原畫）
- Muv-Luv Alternative（分鏡）
- 怪人開發部的黑井津小姐（導演、分鏡）
- 無意間變成狗，被喜歡的女生撿回家。（視覺總監、分鏡）
- 我與尼特女忍者的莫名同居生活（導演[2]）
- 我是星際國家的惡德領主！（分镜）

### 電影動畫
- 秀逗魔導士GORGEOUS（原畫）
- 逮捕令 the MOVIE（原畫）
- 數碼寶貝大冒險02：超絕進化!! 黃金的數碼装甲（原畫）
- 星際牛仔：天國之門（原畫）
- 劇場版 幻想魔傳 最遊記：Requiem 獻給落選者的安魂曲（原畫）
- 金肉人II世：肌肉人參爭奪！超人大戰爭（原畫）
- 犬夜叉：鏡中的夢幻城（原畫）
- 翼神世音：多元變奏曲
- 劇場版 魔法少年賈修：第101個魔物（原畫）
- 蒸汽男孩（原畫）
- 劇場版 火影忍者：大活劇！雪姬忍法帖!!（原畫）
- 犬夜叉：紅蓮的蓬萊島（作畫監督）
- 認真地不認真的怪傑佐羅力：神秘寶藏大作戰（原畫）
- 古城荊棘王 -King of Thorn-（原畫）
- 劇場版 天降之物：計時的悲傷女神（總導演、分鏡）
- AURA ～魔龍院光牙最後的戰鬥～（分鏡）
- 天降之物Final：永遠的我的鳥籠（導演）

### OVA
- 宇宙騎士鐵甲人利刃II（原畫）
- Wild 7（日语：ワイルド7）（原畫）
- 卒業 ～Graduation～（原畫）
- Idol Project（日语：アイドルプロジェクト） VOL.3 令人震驚♥報告（作畫監督）
- 機動戰士鋼彈 第08MS小隊（原畫）
- 鬥神傳（日语：闘神伝）（原畫）
- 聖火降魔錄 紋章之謎（日语：ファイアーエムブレム 紋章の謎 (OVA)）（原畫）
- 勇者指令達古王 水晶之眼的少年（原畫）
- 雷阿斯（作畫監督、作畫監督補佐、原畫）
- 真蓋特機器人 世界最後之日（作畫監督、原畫）
- 勇者王我王凱牙FINAL（原畫）
- 銀河少女警察 The Animation（原畫）
- 真蓋特機器人對NEO蓋特機器人（原畫）
- 新世紀魔法少女（日语：ぷにぷに☆ぽえみぃ）（原畫）
- 高校鐵拳傳（日语：高校鉄拳伝タフ）（原畫）
- 鴉 -KARAS-（原畫）
- 問答魔法學院（原畫）
- 飛鳥少女☆V3 -Best Episode Collection-（原案、導演、人物設定、分鏡、作畫監督）
- 我的朋友很少 Add-on Disk（導演）
- 青春水球社（導演、分鏡）
- 新妹魔王的契約者  DEPARTURES（導演）

### 其它
- 如果是魔法使的話就把味噌吃下去！（日语：魔法使いなら味噌を喰え!）（原畫）—宣傳動畫
- 白薔薇的弗蘭肯斯坦（日语：白薔薇のフランケンシュタイン）（導演、分鏡、演出）—宣傳動畫

## 外部連結
- 齋藤久的X（前Twitter） （日語）